# De Krommert

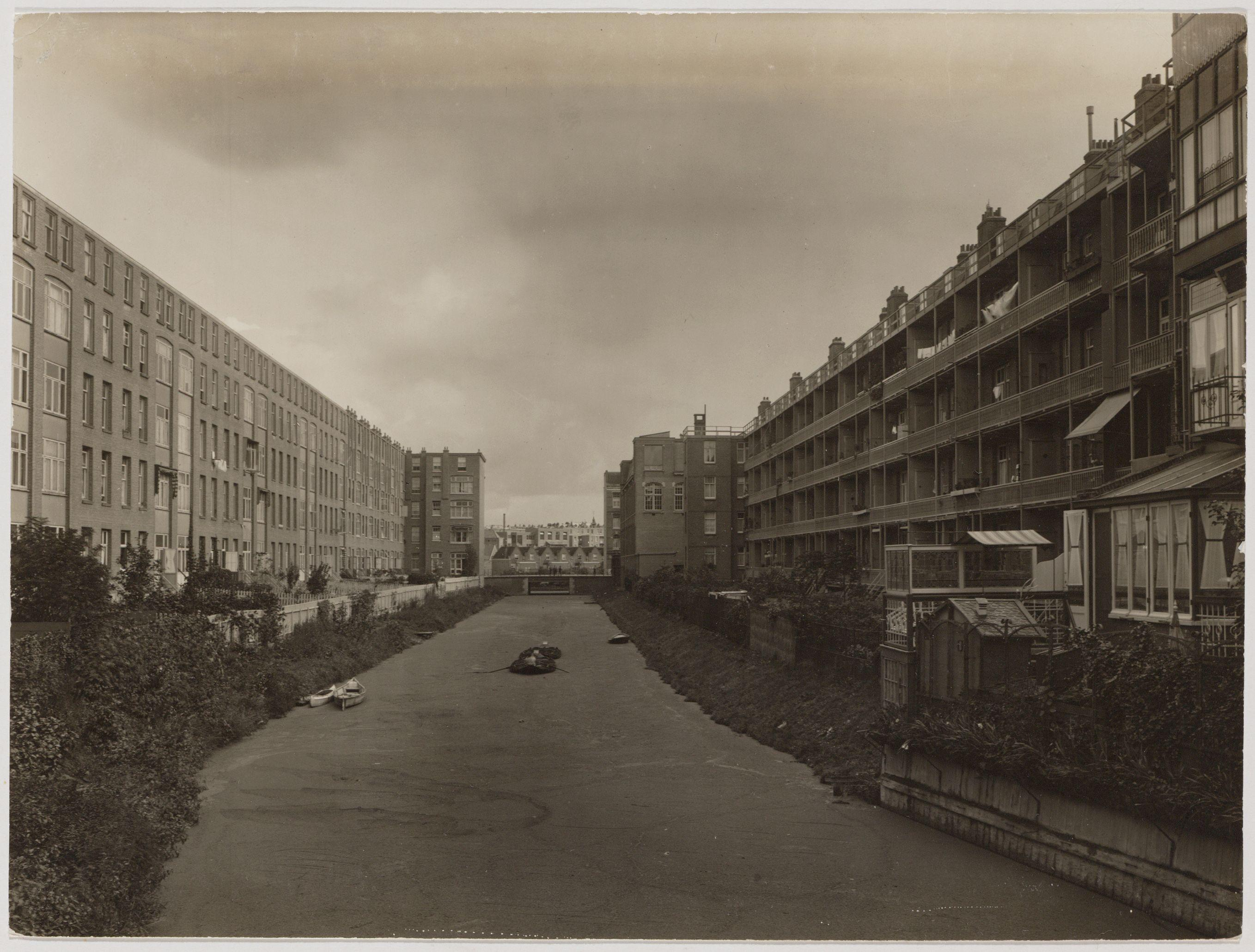
De Krommert met rechts achtergevels van de Admiraal de Ruijterweg en links idem van de Maarten Harpertszoon Trompstraat (circa 1928).

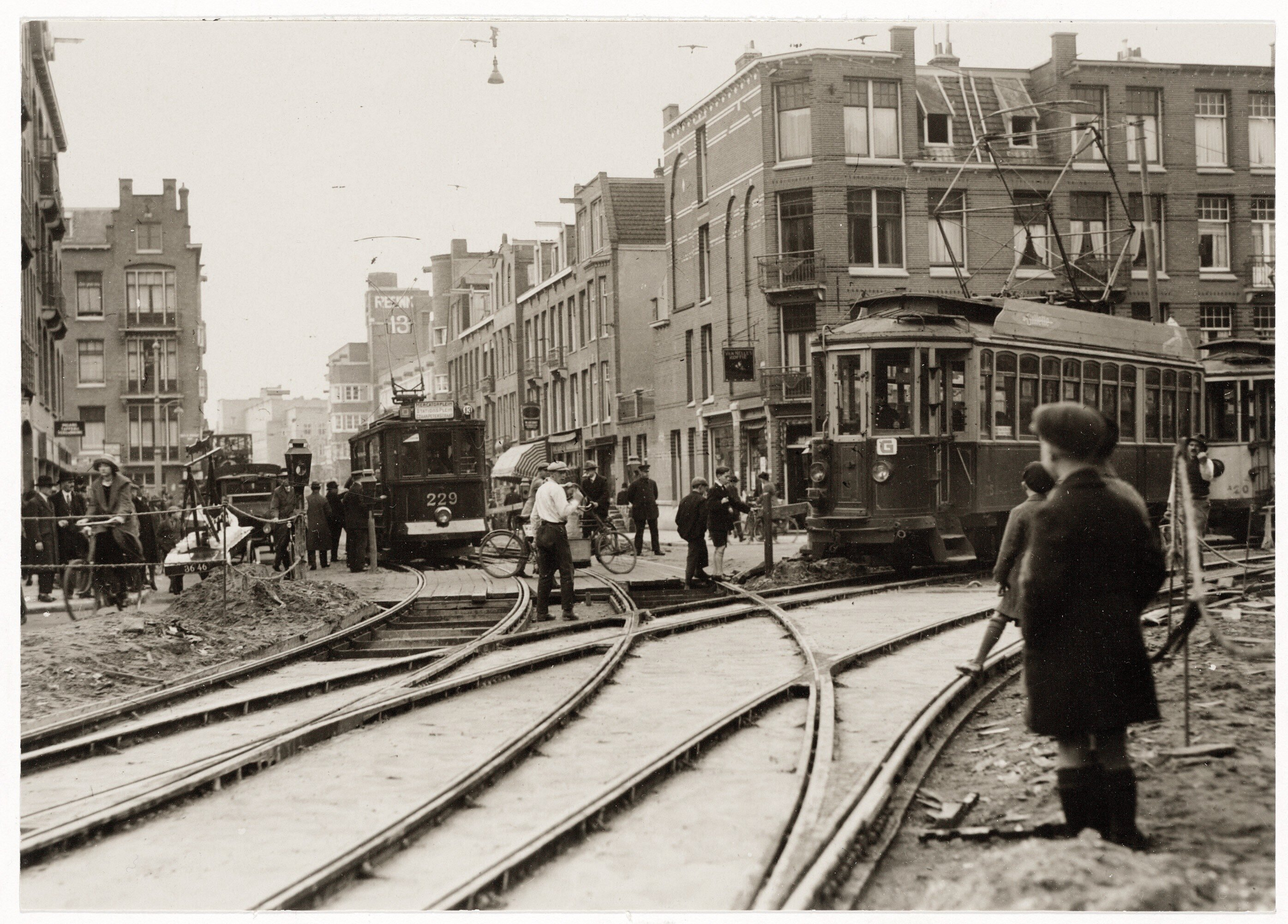
De splitsing in de Admiraal De Ruijterweg met de Jan Evertsenstraat bij de Krommert. Rechts motorwagen NZH A25 van de Haarlemse Tram, links een tram van de zojuist naar het Mercatorplein verlengde lijn 13 (3 november 1927).

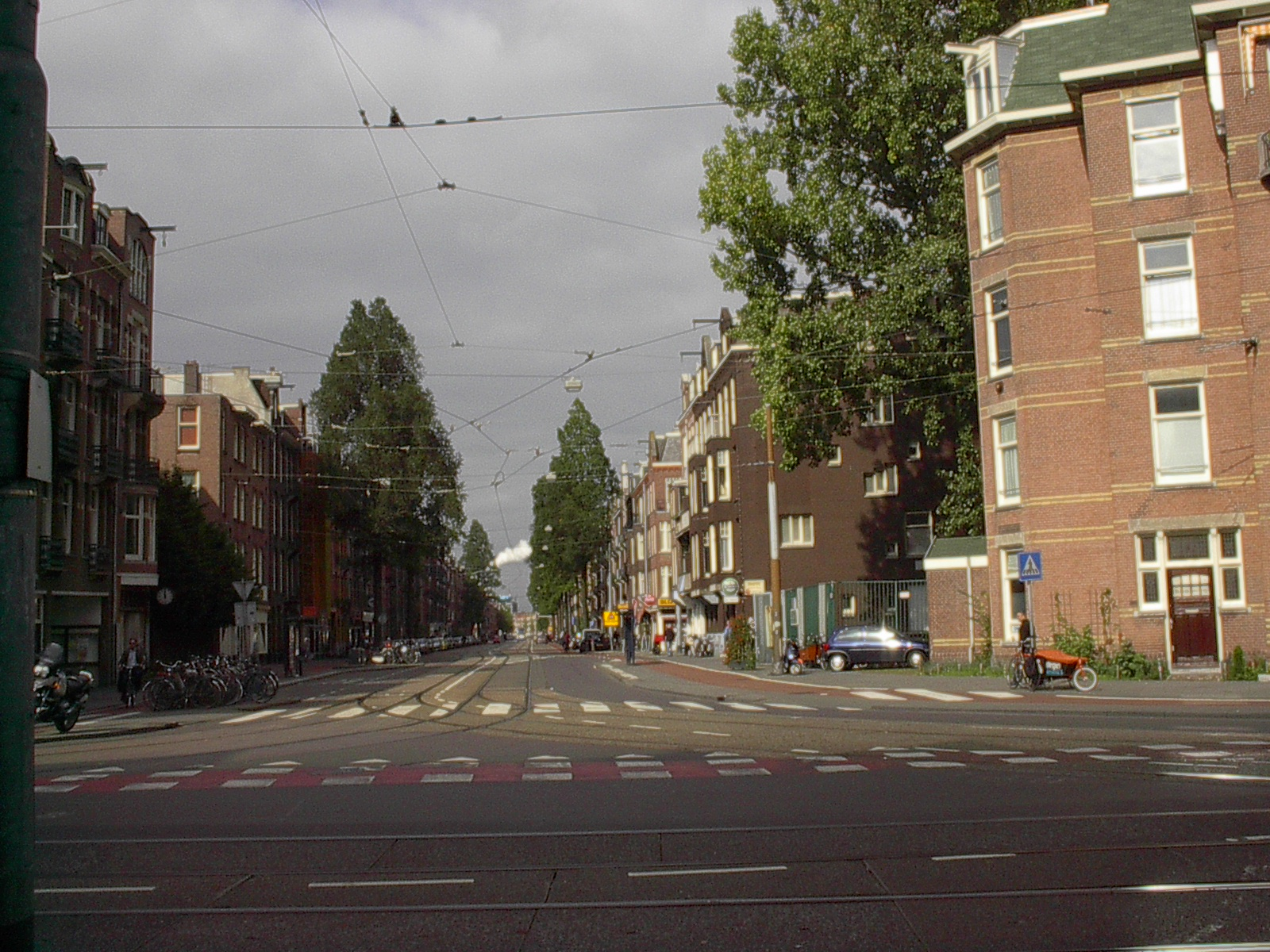
De Admiraal de Ruijterweg bij De Krommert (september 2007).

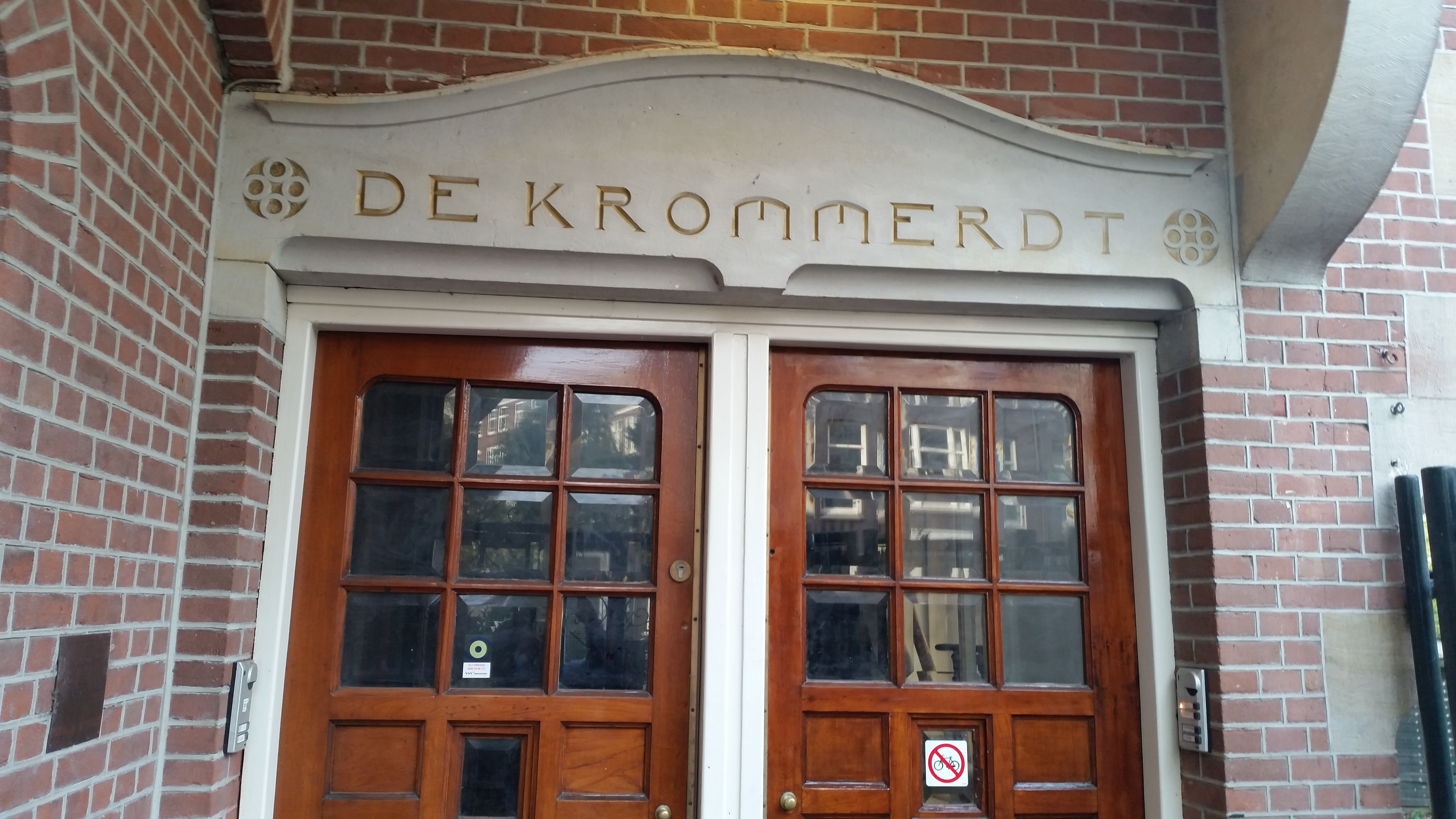
Huis 'De Krommerdt' (november 2018).

De Krommert (ook wel De Krommerdt) is een buurt in het Amsterdamse stadsdeel West, vernoemd naar de watergang De Krommert.

## Watergang
De Krommert was een brede sloot die liep van de Kostverlorenvaart bij de Noordermolen, naar de Molensloot, later omgedoopt tot Admiralengracht. Ze liep evenwijdig aan het eerste deel van de Admiraal de Ruijterweg en het eerste deel van de Jan Evertsenstraat. Tot in de jaren twintig lagen er in de omgeving vele warmoezenierstuinen (slatuinen).
Toen de tramlijn Amsterdam - Haarlem - Zandvoort in 1904 door de ESM werd aangelegd kwam er een brug over De Krommert; deze kreeg brugnummer 249.
Bij de Kostverlorenvaart was van de 17e eeuw tot 1916 een overtoom waar de bootjes overheen gehaald werden. In de jaren dertig is het grootste deel gedempt. Hier loopt nu in het oosten de Willem de Zwijgerlaan. Tussen de huizen van de Admiraal de Ruijterweg en de Maarten Harpertszoon Trompstraat ligt een open ruimte die is overgebleven na de laatste demping van De Krommert in 1959 en 1964. Hier werd na demping een speelplaats aangelegd, afgesloten met hekken, die alleen overdag open zijn. In de huizenrij aan de westzijde van de Reinier Claeszenstraat en aan beide zijden van de Admiraal de Ruijterweg zijn nog steeds open plekken op de plaatsen waar ze De Krommert kruisten. Aan de Admiraal de Ruijterweg draagt huisnummer 95 de naam De Krommerdt.
De Haarlemse tram reed hier van 6 oktober 1904 tot en met 31 augustus 1957, waarna de rails werden verwijderd en de straat in 1959 werd geasfalteerd. Bij de aanleg van nieuwe rails in 1981-1982 vond men in de bodem restanten van brug 249.

## Buurt
De Krommert werd een officieuze naam voor de buurt rondom de kruising Admiraal de Ruijterweg en Jan Evertsenstraat. Daarbij staan twee delen van de Admiraal de Ruijterweg in een bijna rechte hoek op elkaar. De weg maakt een flauwe bocht om de tram de boog te kunnen laten nemen in de richting Sloterdijk. In 1981-1982 werd er nieuw tramspoor aangelegd voor de tramlijnen 12 en 14. Ook kwam er een boog van de Krommert naar de Jan Evertsenstraat voor de nooit gerealiseerde vertramming van lijn 15. Tram 13 passeert de kruising sinds 1927 en gaat van de Admiraal de Ruijterweg rechtdoor naar de Jan Evertsenstraat. Op 22 juli 2018 verdwenen de tramlijnen 12 en 14 en kwam tramlijn 19 er voor in de plaats.
Over de kruising reden ook jarenlang de bussen van lijn F, later 15. Van 14 november 1966 tot 18 mei 1982 was er vanuit de Jan Evertsenstraat in verband met de beschikbare ruimte en onoverzichtelijke situatie een linksafverbod naar de Admiraal de Ruijterweg waarbij buslijn 15 richting Sloterdijk over de oostelijke kade van de Admiralengracht reed. Dit verbod verviel na de aanleg van de nieuwe tramrails. In 2006 verdween bus 15 maar kwam bus 18 daar voor in de plaats.
De buurtnaam De Krommert (of De Krommerdt) wordt niet aangegeven met een straatnaambord maar is lokaal wel bekend en wordt gebruikt in namen van bedrijven in die buurt, zoals Apotheek De Krommerdt en het eerder genoemde huis. In de buurt ligt sinds 1925 de Krommertstraat, vernoemd naar de daar in 1931 gedempte sloot.
Aan de kruising staat het complex rondom Jan Evertsenstraat 1.